# Jorge López Ruiz
Jorge López Ruiz (* 1. April 1935 in La Plata; † 11. Dezember 2018 in Buenos Aires) war ein argentinischer Jazzmusiker (Kontrabass, auch Cello, Piano), Orchesterleiter sowie Komponist und Arrangeur.

## Leben und Wirken
López Ruiz begann ebenso wie sein Bruder Oscar, der Gitarre spielte, seine Laufbahn im Jazz. Als Jugendlicher spielte er zunächst Trompete. Er bewunderte Ray Brown und wechselte zum Kontrabass, auf dem er eine fließende Ausdruckskraft mit einer starken rhythmischen Betonung erreichte, ohne den lyrischen Ansatz in seinen Soli zu vernachlässigen. Er studierte Harmonielehre und Tonsatz bei Alberto Ginastera. Auch nahm er regelmäßig an einer Reihe von informellen folkloristischen Improvisations- und Experimentiertreffen im Haus von Eduardo Lagos teil, bei denen Lagos, Astor Piazzolla und Hugo Díaz mit Interpreten wie Oscar Cardozo Ocampo, Domingo Cura, Oscar López Ruiz und ihm selbst zusammenkamen.
1956/57 gehörte López Ruiz zum Quintett von Lalo Schifrin, in dem Gato Barbieri Saxophon spielte; er gehörte auch zur Bigband von Schifrin. Auch später spielte er mit den besten argentinischen Jazzmusikern: 1960 wurde er zu einem Konzert auf dem argentinischen Congreso Nacional de Jazz mit einem Allstar-Ensemble, zu dem auch Barbieri gehörte, eingeladen, bei dem das Album Jazz Argentino entstand. 1961 nahm er sein Debütalbum B.A. Jazz mit einem Quintett auf, das neben ihm und Barbieri aus dem Trompeter Roberto „Fats“ Fernández und Ruben López Furst sowie Pichi Mazzei in der Rhythmusgruppe bestand. 1964 entstand sein Album Interprete JLR, auf dem sein Quintett nur Eigenkompositionen vorstellte.
Zwischen 1967 und 1970 war López Ruiz weiterhin als Arrangeur und musikalischer Orchester- und Chorleiter für den Sänger Sandro de América tätig. Im Bereich der populären Musik hat er außerdem Lieder für Leonardo Favio und Piero arrangiert und komponiert. 1968 war er Teil des Trios von Pianist Enrique Villegas (mit Osvaldo López am Schlagzeug). Seine großformatigen Alben El grito (1967) und Bronca Buenos Aires (1970), die zu den wichtigsten seiner Werke zählen, wurden von der Militärdiktatur ebenso wie sein Fusionalbum De prepo (1972) verboten.
López Ruiz gehörte zu den Musikern, die während der Militärdiktatur ins Exil gingen. So entstand Encuentro en Nueva York (1978) mit herausragenden New Yorker Fusion-Musikern. Ende der 1980er Jahre kehrte er nach Argentinien zurück, um zu einem Bezugspunkt für junge Jazzstudenten zu werden, sowohl auf dem Instrument als auch in der Komposition. Erst 2015 wurde Bronca Buenos Aires in Buenos Aires uraufgeführt. Im selben Jahre wurde er mit einem Premio Konex in Anerkennung seiner sechzigjährigen Karriere und seiner Beiträge zum Jazz ausgezeichnet.
López Ruiz, der auch seit Beginn der 1960er Jahre häufig als Filmkomponist tätig war, ist weiterhin auf Aufnahmen mit dem Cuarteto del Chivo Borraro und dem Trio de Enrique Villegas zu hören.

## Diskographische Hinweise
- B.A. jazz, Vik, 1961
- JLR Interpreta a JLR, Trova 1964
- De Boite en Boite, Record 1966
- El grito, CBS 1967
- Bronca Buenos Aires, Trova 1970
- De prepo, Ten 1972, mit Hugo Pierre, Fernando Gelbard, Pocho Lapouble, Miquel Rossi
- Viejas raíces, 1975, mit Hugo Pierre, Víctor Díaz Vélez, Ricardo Lew, Pocho Lapouble, Domingo Cura
- Viejas raíces: De las Colonias del Rio de la Plata, 1976, mit Matías Pizarro, Pocho Lapouble
- Encuentro en Nueva York, Chango 1978, mit Lew Soloff, Fred Lipsius, Jeremy Steig, Eddie Gomez, Anthony Jackson, Ray Barretto, Jorge Dalto, Pocho Lapouble
- Un hombre de Buenos Aires. Concierto en conmemoración del 400º Aniversario de la Ciudad de Buenos Aires, Trova 1978, mit Buenos Aires 8, Donna Caroll, Antonio Agri, Oscar López Ruiz, Dino Saluzzi, Andrés Boiarsky, Domingo Cura, Gustavo Moretto, Manolo Juárez, Pablo Ziegler, Pocho Lapouble, J. M. Loriente, Héctor Console, Víctor Ducatenzeiler, Osvaldo Acedo
- Contrabajismos, ATC 1988
- Espacios, Music Hall 1990
- Coincidencias, Redondel 1994